# Iglesia de San Miguel (Noguera de Albarracín)
La Iglesia de San Miguel es una iglesia de Noguera de Albarracín.

## Historia
Fue construida sobre 1742 y 1776.

## Descripción
Presenta una planta de salón, con tres naves, cubiertas la central con bóveda de medio cañón con lunetos, las laterales con bóveda de arista y el crucero con cúpula.
Al exterior aparece como una construcción de mampostería roja encalada donde sólo las ventanas redondas, a modo de óculos, le dan cierto ritmo compositivo.
La torre cuadrada, a los pies, apenas destaca con su segundo cuerpo de ladrillo. 